# Joan Aulí i Caldentey
Joan Aulí i Caldentey (* 19. Dezember 1796 in Felanitx; † 10. Januar 1869 ebenda) war ein mallorquinisch-spanischer Organist und Komponist.

## Leben und Werk
Aulí begann seine musikalischen Studien bei Bartomeu Julià, dem Organisten seiner Heimatgemeinde. Seit 1813 spielte er die Orgel in der Kirche Sant Miquel in Palma. Ein Jahr später trat er in das Dominikanerkloster Sant Domingo in Palma ein. 1823 wurden alle Klöster in Spanien aufgelöst und die Mönche aus Palma vertrieben. Für Aulí begann eine Reise, die ihn nach Valencia, Alicante, La Mancha und Cartagena führte, um Ende desselben Jahres in das Kloster von Palma zurückzukehren. 1825 ging er nach Madrid, um seine theologischen Studien fortzusetzen. In Madrid spielte er die Orgel in der Kirche Nuestra Señora de Atocha. 1828 kehrte er nach Palma zurück und wurde als Organist berühmt.
1835 wurde der Benediktinerorden auf Basis der Mendizábal-Gesetze in Spanien erneut enteignet und zerschlagen. Aulí musste Mallorca erneut verlassen und erhielt eine Organistenposition in Gibraltar. Aus gesundheitlichen Gründen kehrte er nach Mallorca zurück und ließ sich dauerhaft in Felanitx nieder. Er spielte die Orgel in der dortigen Kirchengemeinde, widmete sich der Komposition und organisierte ein Orchester und ein Opernensemble. Für diese Ensembles komponierte er Opern wie La doncella de Misolongi oder Norma, von denen nur Fragmente erhalten sind. Als geistlicher Komponist schuf er Hymnen, vertonte Rosenkranzgebete, Messen, Vaterunser und andere Stücke, darunter ein Te Deum und eine Chormesse. Er komponierte auch Stücke für Klavier wie Variationen, Walzer und Rigodons sowie Arien für Gesang und Gitarre. Seine Musik zeichnet sich durch einen strengen Charakter aus und bietet immer eine originelle Melodielinie.
Joan Aulí starb im Januar 1869 an einer chronischen Hämoptyse.